# Франклин, Кирк
Кирк Франклин (исп. Kirk Franklin, род. 26 января 1970, Форт-Уэрт, США) американский музыкант стиля госпел, певец, автор, хоровой дирижёр (The Family, God's Property и One Nation Crew (1NC). Один из крупнейших исполнителей, работающий в жанре христианской современной музыки и госпела. Лауреат нескольких премий Грэмми.

## Дискография
См. также «Kirk Franklin discography» в английском разделе.
В июне 2019 года Кирк Франклин стал первым исполнителем, у которого альбом и песни одновременно возглавляли все пять госпел-чартов журнала Billboard: Top Gospel Albums, Hot Gospel Songs, Gospel Airplay, Gospel Streaming Songs и Gospel Digital Song Sales. Его новый альбом Long Live Love стал 13-м лидером чарта Top Gospel Albums (на втором месте Fred Hammond с 10 чарттоперами), а сингл «Love Theory» лидирует 19-ю неделю в Hot Gospel Songs.

### Kirk Franklin and The Family
- 1993: Kirk Franklin & The Family (42 недели на № 1 в Billboard Top Gospel Albums)
- 1995: Kirk Franklin & the Family Christmas
- 1996: Whatcha Lookin' 4

### Kirk Franklin’s Nu Nation
- 1997: God's Property from Kirk Franklin's Nu Nation
- 1998: The Nu Nation Project
- 1999: Nu Nation Tour

### Kirk Franklin and 1 Nation Crew
- 2000: Kirk Franklin Presents 1NC

### Kirk Franklin
- 2002: The Rebirth of Kirk Franklin (29 недели на № 1 в Billboard Top Gospel Albums)
- 2003: A Season of Remixes
- 2005: Hero
- 2006: Songs For the Storm, Vol. 1 (сборник)
- 2007: The Fight of My Life
- 2011: Hello Fear
- 2012: The Essential Kirk Franklin (сборник)
- 2015: Losing My Religion
- 2019: Long Live Love

## Премии и номинации
См. «List of awards and nominations received by Kirk Franklin» в английском разделе.
Лауреат многих премий и наград, включая восемь премий Грэмми, тринадцать GMA Dove Award, пятнадцать Stellar Awards.

### Grammy Awards
Грэмми
| Год  | Категория                                                                           | Номинированная работа        | Результат | Ссылка |
| ---- | ----------------------------------------------------------------------------------- | ---------------------------- | --------- | ------ |
| 1997 | Best Contemporary Soul Gospel Album                                                 | Whatcha Lookin' 4            | Победа    | [ 5 ]  |
| 1998 | Best Gospel Album By Choir or Chorus                                                | God’s Property               | Победа    | [ 6 ]  |
| 1999 | Best Contemporary Soul Gospel Album                                                 | The Nu Nation Project        | Победа    | [ 7 ]  |
| 1999 | Премия «Грэмми» за лучшую песню года                                                | «Lean on Me»                 | Номинация |        |
| 2008 | Best Gospel Song                                                                    | «Imagine Me»                 | Победа    | [ 8 ]  |
| 2008 | Best Contemporary R&B Gospel Album                                                  | Hero                         | Победа    | [ 8 ]  |
| 2012 | Best Gospel Song                                                                    | «Hello Fear»                 | Победа    | [ 9 ]  |
| 2012 | Премия «Грэмми» за лучший госпел альбом                                             | Hello Fear                   | Победа    | [ 9 ]  |
| 2015 | Best Gospel Performance/Song                                                        | «Love on the Radio»          | Номинация |        |
| 2016 | Best Gospel Performance/Song                                                        | «Wanna Be Happy?»            | Победа    | [ 10 ] |
| 2017 | «Ultralight Beam» (вместе с Kanye West, Chance the Rapper, The-Dream и Kelly Price) | Best Rap Song                | Номинация | [ 11 ] |
| 2017 | «Ultralight Beam» (вместе с Kanye West, Chance the Rapper, The-Dream и Kelly Price) | Best Rap/Sung Performance    | Номинация | [ 11 ] |
| 2017 | «God Provides»                                                                      | Best Gospel Performance/Song | Победа    | [ 11 ] |
| 2017 | Losing My Religion                                                                  | Best Gospel Album            | Победа    | [ 11 ] |
| 2019 | «Never Alone» (вместе с Тори Келли)                                                 | Best Gospel Performance/Song | Победа    | [ 12 ] |